# Franklin (Wisconsin)
Franklin – miasto w Stanach Zjednoczonych, w stanie Wisconsin, w hrabstwie Milwaukee. Według danych z 2000 roku miasto miało 29 494 mieszkańców, a w 2010 już 35 451.